# Carpoapseudes curticarpus
Carpoapseudes curticarpus is een naaldkreeftjessoort uit de familie van de Apseudidae. De wetenschappelijke naam van de soort is voor het eerst geldig gepubliceerd in 1982 door Bacescu.